# Аликулиушагы
Алигулуушагы (азерб. Əliquluuşağı) — село в одноимённом административно-территориальном округе Губадлинского района Азербайджана.

## История
По данным «Свода статистических данных о населении Закавказского края, извлеченных из посемейных списков 1886 года», в селе Али-кули-ушаги одноимённого сельского округа Зангезурского уезда Елизаветпольской губернии было 118 дымов и проживало 493 азербайджанца (в источнике — «татарина») шиитского вероисповедания, из которых 69 человек являлись беками, а остальные — владельческими крестьянами.
В ходе Первой карабахской войны, в 1993 году село было занято армянскими вооружёнными силами, и до 2020 года находилось под контролем непризнанной НКР. После вооружённого конфликта, произошедшего осенью 2020 года, небольшие участки в Губадлинском и Зангеланском районах оставались под контролем армянской стороны. По словам премьер-министра Армении Никола Пашиняна, 9 ноября, во время подписания заявления о прекращении огня, стороны достигли «устного взаимопонимания» о том, чтобы «провести уточнение пограничных точек» на этих участках. В итоге, в декабре армянские войска «отступили на границу Советской Армении», и территории Губадлинского и Зангеланского районов полностью вернулись под контроль Азербайджана.

## Достопримечательности
В селе расположены крепость «Гёй Гала» (инв. № 305) и мост Лалазара (инв. № 306), которые являются памятниками архитектуры национального значения; «Кёроглу галачасы» (инв. № 1447), «Галача» (инв. № 1448), «Сыгынаджаг» (инв. № 1449) и пещерный храм (инв. №1455), которые являются археологическими памятниками национального значения. Также здесь расположены 2 родника XIX века (инв. №№ 4696, 4697) и башня «Галалы» (инв. № 4698), которые являются памятниками архитектуры местного значения.